# أولاي كيليكاي ساري
أولاي كيليكاي ساري (6 ديسمبر 1935 - 17 مايو 1953)
فتاة فنلندية تبلغ من العمر 17 عامًا، تم اغتيالها عام 1953 وكانت جريمة قتلها واحدة من أكثر حالات القتل الفاضحه في تاريخ فنلندا. قتلها في إيسوجوكي لا يزال دون حل!

## معلومات أساسية
شوهدت ساري آخر مرة على قيد الحياة في 17 مايو، 1953. كانت عائده من الصلاة إلي منزلها. و يُعتقد أنها تعرضت لهجوم من شخص مجهول الهوية. وتتوقع السلطات أن القاتل ربما كان لديه دافع جنسي، ولكن لم يتم تقديم أي دليل لدعم هذه النظرية. و على الرغم من أن الجريمة تلقت اهتمامًا ملحوظًا من قبل وسائل الإعلام، إلا أنه لم يتم التعرف على القاتل.
تم العثور على بقايا ساري في 11 أكتوبر 1953 في مستنقع. كما تم اكتشاف دراجتها في منطقة مستنقعية في وقت لاحق من ذلك العام.
و أقيمت مراسم الجنازة في كنيسة إيسوجوكي في 25 أكتوبر 1953 ؛ وحضرها حوالي ما يقرب من 25000 شخص.